# Австрия на летних Олимпийских играх 2000
Австрия принимала участие в Летних Олимпийских играх 2000 года в Сиднее (Австралия) в двадцать шестой раз за свою историю, и завоевала одну серебряную и две бронзовые медали. Сборная страны состояла из 92 спортсменов (55 мужчин, 37 женщин).

## Медалисты
| Медаль  | Спортсмен                         | Вид спорта      | Дисциплина                         |
| ------- | --------------------------------- | --------------- | ---------------------------------- |
| Золото  | Кристоф Зибер                     | Парусный спорт  | Мужчины, парусная доска «Мистраль» |
| Золото  | Роман Хагара Ханс-Петер Штайнахер | Парусный спорт  | Класс «Торнадо»                    |
| Серебро | Штефани Граф                      | Лёгкая атлетика | Женщины, 800 м                     |

## Состав и результаты олимпийской сборной Австрии

### Велоспорт
Спортсменов — 9

#### Шоссейный велоспорт
Мужчины
| Соревнование         | Спортсмены        | Время     | Место | Отставание |
| -------------------- | ----------------- | --------- | ----- | ---------- |
| групповая гонка      | Питер Вролич      | 5 30' 46" | 23    | + 1' 38"   |
| групповая гонка      | Геррит Гломзер    | 5 30' 46" | 41    | + 1' 38"   |
| групповая гонка      | Маттиас Буксхофер | 5 30' 46" | 51    | + 1' 38"   |
| групповая гонка      | Томас Мюльбахер   | DNF       | DNF   | DNF        |
| групповая гонка      | Рене Хаселбакхер  | DNF       | DNF   | DNF        |
| индивидуальная гонка | Рене Хаселбакхер  | 1 02' 38" | 34    | + 4' 58"   |

#### Трековый велоспорт
Гонка по очкам
| Спортсмен                | Соревнование       | Очки      | Очки     | Очки  | Место |
| Спортсмен                | Соревнование       | за спринт | за круги | всего | Место |
| ------------------------ | ------------------ | --------- | -------- | ----- | ----- |
| гонка по очкам (мужчины) | Франц Штохер       | 8         | 0        | 8     | 7     |
| гонка по очкам (женщины) | Михаэла Брюнграбер | 0         | 0        | 0     | 15    |

Мэдисон
| Спортсмен         | Соревнование                    | Очки | Круги отставания | Место |
| ----------------- | ------------------------------- | ---- | ---------------- | ----- |
| мэдисон (мужчины) | Вернер Рибенбауер Роланд Гарбер | 10   | 0                | 5     |

### Дзюдо
Спортсменов — 2
Соревнования по дзюдо проводились по системе на выбывание. В утешительные раунды попадали спортсмены, проигравшие полуфиналистам турнира. Два спортсмена, одержавших победу в утешительном раунде, в поединке за бронзу сражались с проигравшими в полуфинале.
Мужчины
| Соревнование | Спортсмены      | Первый раунд       | Второй раунд                  | 1/8 финала           | Четвертьфинал        | Полуфинал            | Финал                | Место |
| Соревнование | Спортсмены      | Соперник Результат | Соперник Результат            | Соперник Результат   | Соперник Результат   | Соперник Результат   | Соперник Результат   | Место |
| ------------ | --------------- | ------------------ | ----------------------------- | -------------------- | -------------------- | -------------------- | -------------------- | ----- |
| до 73 кг     | Кристоф Штангль | Не участвовал      | Я. Левак (POL) П 0000 — 1000  | Завершил выступление | Завершил выступление | Завершил выступление | Завершил выступление | —     |
| до 81 кг     | Патрик Райтер   | Не участвовал      | Ф. Ваннер (GER) П 0001 — 0010 | Завершил выступление | Завершил выступление | Завершил выступление | Завершил выступление | —     |

### Лёгкая атлетика
Спортсменов — 2
Женщины
| Соревнование    | Спортсмен          | Предварительный раунд | Предварительный раунд | Четвертьфиналы | Четвертьфиналы | Полуфиналы | Полуфиналы | Финал     | Финал |
| Соревнование    | Спортсмен          | Результат             | Место                 | Результат      | Место          | Результат  | Место      | Результат | Место |
| --------------- | ------------------ | --------------------- | --------------------- | -------------- | -------------- | ---------- | ---------- | --------- | ----- |
| Прыжки с шестом | Дорис Ауэр         | 4,30                  | 13 (Q)                |                |                |            |            | 4,25      | 9     |
| Толкание ядра   | Валентина Федюшина | 17,84                 | 12 (Q)                |                |                |            |            | 17,14     | 12    |

### Парусный спорт
Спортсменов — 5
| Место | Спортсмен                         | Класс           | Гонка | Гонка | Гонка | Гонка | Гонка | Гонка | Гонка | Гонка | Гонка | Гонка | Гонка | Результат |
| Место | Спортсмен                         | Класс           | 1     | 2     | 3     | 4     | 5     | 6     | 7     | 8     | 9     | 10    | 11    | Результат |
| ----- | --------------------------------- | --------------- | ----- | ----- | ----- | ----- | ----- | ----- | ----- | ----- | ----- | ----- | ----- | --------- |
| 1     | Кристофер Зибер                   | Мистраль (муж.) | 1     | 2     | 1     | 24    | 1     | 10    | 7     | 23    | 4     | 5     | 7     | 38,0      |
| 5     | Андреас Геритцер                  | Лазер           | 2     | 11    | 38    | 9     | 11    | 7     | 15    | 15    | DNF   | 5     | 3     | 78,0      |
| 1     | Роман Хагара Ханс-Петер Штайнахер | Торнадо         | 3     | 1     | 2     | 1     | 1     | 4     | 1     | 1     | 2     | -     | -     | 16,0      |
| 20    | Дэнис Чески                       | Европа (жен.)   | 22    | 22    | 6     | 9     | 15    | 9     | 14    | 16    | 26    | 24    | 21    | 134,0     |

### Плавание
Спортсменов — 5
В следующий раунд на каждой дистанции проходили лучшие спортсмены по времени, независимо от места занятого в своём заплыве.
Мужчины
| Спортсмен         | Соревнование        | Предварительные заплывы | Предварительные заплывы | Полуфиналы | Полуфиналы | Финал     | Финал     |
| Спортсмен         | Соревнование        | Результат               | Место                   | Результат  | Место      | Результат | Место     |
| ----------------- | ------------------- | ----------------------- | ----------------------- | ---------- | ---------- | --------- | --------- |
| Ханнес Кальтайс   | 400 м вольный стиль | 4:03,36                 | 42                      |            |            | Не прошёл | Не прошёл |
| Маркус Роган      | 100 м на спине      | 57,35                   | 33                      | Не прошёл  | Не прошёл  | Не прошёл | Не прошёл |
| Патрик Шмоллингер | 100 м брасс         | 1:02,87                 | 22                      | Не прошёл  | Не прошёл  | Не прошёл | Не прошёл |
| Михаэль Виндиш    | 400 м комплекс      | 4:24,62                 | 26                      |            |            | Не прошёл | Не прошёл |

Женщины
| Спортсменка   | Соревнование | Предварительные заплывы | Предварительные заплывы | Полуфиналы | Полуфиналы | Финал     | Финал     |
| Спортсменка   | Соревнование | Результат               | Место                   | Результат  | Место      | Результат | Место     |
| ------------- | ------------ | ----------------------- | ----------------------- | ---------- | ---------- | --------- | --------- |
| Эльвира Фишер | 100 м брасс  | 1:11,58                 | 24                      | Не прошла  | Не прошла  | Не прошла | Не прошла |

### Прыжки в воду
Спортсменов — 3
В индивидуальных прыжках в предварительных раундах складывались результаты квалификации и полуфинальных прыжков. По их результатам в финал проходило 12 спортсменов. В финале они начинали с результатами полуфинальных прыжков.
В синхронных прыжках спортсмены стартовали сразу с финальных прыжков
Мужчины
| Спортсмен   | Соревнование | Квалификация | Квалификация | Полуфинал | Полуфинал | Всего     | Финал     | Финал     | Всего  | Место |
| Спортсмен   | Соревнование | Очков        | Место        | Очков     | Место     | Всего     | Очков     | Место     | Всего  | Место |
| ----------- | ------------ | ------------ | ------------ | --------- | --------- | --------- | --------- | --------- | ------ | ----- |
| Ричард Фрес | трамплин     | 328,68       | 31           | Не прошёл | Не прошёл | Не прошёл | Не прошёл | Не прошёл | 328,68 | 31    |

Женщины
| Спортсмен                          | Соревнование     | Квалификация | Квалификация | Полуфинал | Полуфинал | Всего     | Финал     | Финал     | Всего  | Место |
| Спортсмен                          | Соревнование     | Очков        | Место        | Очков     | Место     | Всего     | Очков     | Место     | Всего  | Место |
| ---------------------------------- | ---------------- | ------------ | ------------ | --------- | --------- | --------- | --------- | --------- | ------ | ----- |
| Аня Рихтер-Либизеллер              | вышка            | 314,31       | 6            | 168,78    | 10        | 483,09    | 313,38    | 8         | 482,16 | 7     |
| Марион Рейфф                       | вышка            | 206,57       | 37           | Не прошла | Не прошла | Не прошла | Не прошла | Не прошла | 206,57 | 37    |
| Аня Рихтер-Либизеллер Марион Рейфф | синхронная вышка |              |              |           |           |           |           |           | 294,00 | 4     |

### Стрельба
Всего спортсменов — 1
После квалификации лучшие спортсмены по очкам проходили в финал, где продолжали с очками, набранными в квалификации. В некоторых дисциплинах квалификация не проводилась. Там спортсмены выявляли сильнейшего в один раунд.
Женщины
| Спортсмен           | Соревнование   | Квалификация | Место | Финал     | Место     | Всего | Место |
| ------------------- | -------------- | ------------ | ----- | --------- | --------- | ----- | ----- |
| Моника Хазельбергер | Винтовка, 10 м | 393          | 9     | Не прошла | Не прошла | 393   | 9     |

### Триатлон
Спортсменов — 1
Триатлон дебютировал в программе летних Олимпийских игр. Соревнования состояли из 3 этапов - плавание (1,5 км), велоспорт (40 км), бег (10 км).
Мужчины
| Спортсмен           | Соревнование      | Плавание | Велоспорт | Бег      | Итоговое время | Место | Отставание |
| ------------------- | ----------------- | -------- | --------- | -------- | -------------- | ----- | ---------- |
| Йоханнес Энценхофер | личное первенство | 18:22,79 | 59:11,50  | 33:28,19 | 1:51:02,48     | 29    | +02:38,46  |

### Фехтование
Спортсменов — 5
В индивидуальных соревнованиях спортсмены сражаются три раунда по три минуты, либо до того момента, как один из спортсменов нанесёт 15 уколов. В командных соревнованиях поединок идёт 9 раундов по 4 минуты каждый, либо до 45 уколов. Если по окончании времени в поединке зафиксирован ничейный результат, то назначается дополнительная минута до «золотого» укола.
Мужчины
| Соревнование         | Спортсмены                                     | 1/32 финала                          | 1/16 финала                        | 1/8 финала                 | Четвертьфиналы       | Полуфиналы           | Финал матч за 3-е место | Место |
| Соревнование         | Спортсмены                                     | Соперник Результат                   | Соперник Результат                 | Соперник Результат         | Соперник Результат   | Соперник Результат   | Соперник Результат      | Место |
| -------------------- | ---------------------------------------------- | ------------------------------------ | ---------------------------------- | -------------------------- | -------------------- | -------------------- | ----------------------- | ----- |
| Индивидуальная шпага | Оливер Кайзер (10)                             | не участвовал                        | Чжао Ган (CHN) (23) пор. 12:15     | Завершил выступление       | Завершил выступление | Завершил выступление | Завершил выступление    | 20    |
| Индивидуальная шпага | Кристоф Марик (21)                             | не участвовал                        | Эрик Среки (FRA) (12) пор. 10:15   | Завершил выступление       | Завершил выступление | Завершил выступление | Завершил выступление    | 26    |
| Индивидуальная шпага | Михаэль Швитак (25)                            | Сергей Шабалин (KAZ) (40) поб. 14:13 | Альфредо Рота (ITA) (8) пор. 11:15 | Завершил выступление       | Завершил выступление | Завершил выступление | Завершил выступление    | 27    |
| Командная шпага      | Оливер Кайзер Кристоф Марик Михаэль Швитак (7) |                                      |                                    | Беларусь (10) · пор. 44:45 |                      | За 9-11-е места      | За 9-е место            | 10    |
| Командная шпага      | Оливер Кайзер Кристоф Марик Михаэль Швитак (7) | Китай (6) · поб. 45:35               | Эстония (9) · пор. 44:45           | Беларусь (10) · пор. 44:45 |                      |                      |                         | 10    |

Женщины
| Соревнование         | Спортсмены              | 1/32 финала        | 1/16 финала                        | 1/8 финала                                 | Четвертьфиналы        | Полуфиналы            | Финал матч за 3-е место | Место |
| Соревнование         | Спортсмены              | Соперник Результат | Соперник Результат                 | Соперник Результат                         | Соперник Результат    | Соперник Результат    | Соперник Результат      | Место |
| -------------------- | ----------------------- | ------------------ | ---------------------------------- | ------------------------------------------ | --------------------- | --------------------- | ----------------------- | ----- |
| Индивидуальная шпага | Андреа Рентмайстер (18) | не участвовала     | Эвелин Холлс (AUS) (15) поб. 15:14 | Лора Флессель-Коловиц (FRA) (2) пор. 12:15 | Завершила выступление | Завершила выступление | Завершила выступление   | 13    |